# Primera División (Spanien, Frauen)
Die Primera División de la Liga de Fútbol Femenino ist die höchste Spielklasse im spanischen Frauenfußball. Sie wird seit 1988 durchgehend ausgetragen, wechselte jedoch mehrmals sowohl den Namen als auch den Austragungsmodus. Die Liga untersteht dem spanischen Fußballverband, wird jedoch vom unabhängigen Ligaverband Liga Profesional de Fútbol Femenino (kurz LPFF) organisiert und vermarktet. Seit 2022 trägt sie den Markennamen Liga F.

## Geschichte
Die erste spanische Meisterschaft im Frauenfußball wurde in der Saison 1988/89 unter der Bezeichnung Liga Nacionál de Fútbol Femenino im Ligamodus mit Hin- und Rückrunde ausgetragen. Die Anzahl der Teilnehmer schwankte in jeder Zeit zwischen 8 und 12 Mannschaften.
Im Jahr 1996 beschloss der Verband einen Namenswechsel in División de Honor Femenina und eine tiefgreifende Änderung des Wettbewerbsmodus. Die Anzahl der Teilnehmer wurde auf 42 aufgestockt und die Mannschaften in vier nach geographischer Nähe zusammengestellte Gruppen eingeteilt. Im Grunddurchgang trafen die Teams jeder Gruppe im Ligamodus mit Hin- und Rückspiel aufeinander. Die Sieger jeder Staffel bestritten ein Play-off mit Halbfinale und Finale um den spanischen Meister zu ermitteln. Die División de Honor, an der zeitweise bis zu 54 Mannschaften teilnahmen, konnte zwar die Basis des spanischen Frauenfußballs stärken, jedoch litt die Meisterschaft auch unter den teilweise sehr großen Qualitätsunterschieden der teilnehmenden Teams.
Im Jahr 2001 entschloss sich der spanische Verband dazu, wieder zum Ligamodus zurückzukehren. Der neue Bewerb trug den Namen Superliga Femenina und startete mit 11 Mannschaften. In den folgenden Jahren wurde die Liga auf bis zu 16 Mannschaften aufgestockt.
Vor Saisonbeginn 2009/10 kam es erneut zu einer weitreichenden, und auch kontroversiellen, Umstrukturierung. Mit dem Ziel den Frauenfußball zu professionalisieren und bei einem breiten Publikum beliebter zu machen, beschloss der Verband eine Ausweitung der Meisterschaft auf 24 Teams, wobei die acht neuen eingeladenen Mannschaften Frauensektionen von bestehenden Profi-Männervereinen sein sollten. Das Angebot wurde jedoch nur von zwei damaligen Erstligisten angenommen, dem FC Sevilla und Real Valladolid. Weiters meldeten vier Zweitligisten, ein Klub aus der Segunda División B und einer aus der Tercera División eine Frauensektion in der Superliga Femenina an. Noch vor Beginn der Meisterschaft zogen zwei dieser eingeladenen Klubs ihre Teilnahme zurück, Real Murcia und CP Cacereño, und auch in der Folge schlossen die meisten der eingeladenen Vereine ihre Frauensektionen oder diese stiegen in unterklassige Divisionen ab. Lediglich der FC Sevilla konnte sich nachhaltig etablieren. Auch war der Modus des neu geschaffenen Wettbewerbs sehr kompliziert. Die Mannschaften wurden in drei Gruppen eingeteilt, die ein Rundenturnier mit Hin- und Rückspiel austrugen. Nach Beendigung dieses Grunddurchganges wurden die Mannschaften, gemäß ihrer Resulte, erneut in drei Gruppen eingeteilt. In der Gruppe A, in der die acht besten Mannschaften des Grunddurchganges teilnahmen, wurde die Meisterschaft ausgespielt. Die Gruppen B und C ermittelten die Absteiger. Die zwei besten Mannschaften der Gruppe A trafen in einem Play-off mit Hin- und Rückspiel aufeinander um den Meister der Saison zu ermitteln.
Nach nur zwei Spielzeiten kehrte die Liga schließlich wieder zum alten Modus zurück, einem Rundenturnier aus Hin- und Rückspiel mit 16 teilnehmenden Teams. Der Name der Meisterschaft wurde erneut geändert, fortan hieß der bewerb Primera División Femenina. Im Unterschied zu allen vorherigen Bewerben war jedoch ab 2011 nicht mehr der spanische Verband für die Organisation und Vermarktung der ersten Liga zuständig, sondern, ebenso wie bei den Herren der unabhängige Ligaverband LFP. Mit der Amtsübernahme von Luis Rubiales als Präsident begann ein Streit zwischen dem Fußballverband (RFEF) und der LFP um die Organisation der Meisterschaft. Der Verband drohte einen eigenen Konkurrenzbewerb zu gründen, der als einziger Zugang zum von der UEFA organisierten Women’s Champions League gewähren würde. Zunächst unterstützten nur zwei Vereine, der FC Barcelona und Athletic Bilbao die Pläne der Verbandes und küngigten an der neuen Liga beizutreten, später schloss sich auch der Neuaufsteiger CD Tacón an. Bis Mitte Juli 2019 hatten sich schließlich alle 16 Erstligisten in die neue Meisterschaft eingeschrieben und so kehrte diese wieder unter die Schirmherrschaft der RFEF.
Im November 2019 drohte ein unbefristeter Streik, nachdem sich Spielerinnen und Vereine trotz eines neutralen Schlichters nicht einigen konnten. Nachdem der spanische Verband 1,2 Millionen Euro geboten hatte, ist damit für jede Spielerin ein Mindestgehalt von 16.000 Euro pro Jahr garantiert, sollte ein Fernsehvertrag abgeschlossen werden 18.000 Euro. Diese Regelung gilt für 18 Spielerinnen jedes Vereins. Die Spielzeit 2019/20 wurde am 25. Mai 2020, nach nur 21 von 30 Spieltagen, aufgrund der COVID-19-Pandemie für beendet erklärt. Dem FC Barcelona, der zu diesem Zeitpunkt mit neun Punkten Vorsprung in Führung lag, wurde der Meistertitel zugesprochen. Zudem entschied der spanische Verband, dass es in dieser Saison keine Absteiger gibt, wodurch die Liga, nach dem Aufstieg von zwei Mannschaften aus der zweiten Spielklasse, 2020/21 auf 18 Teams aufgestockt wurde. In jener Saison gab es hingegen vier Absteiger, wodurch die Anzahl der Teilnehmer 2021/22 wieder auf 16 reduziert wurde.

### Professionalisierung des Schiedsrichterwesens
Im Zuge der Professionalisierung des Schiedsrichterwesens wurde 2017 die höchste Schiedsrichterinnen-Kategorie des spanischen Frauenfußballs geschaffen, damit die Primera División der Frauen ab der Saison 2017/18 ausschließlich von weiblichen Schiedsrichtern geleitet wird. Die Schiedsrichterinnen der ersten Saison 2017/18 waren:
- Ainara Acevedo Dudley (Katalonien)
- Beatriz Arregui Gamir (Baskenland)
- Elena Casal Fernández (Galicien)
- Paola Cebollada López (Aragonien)
- Elena Contreras Patiño (Madrid)
- Sara Fernández Ceferino (Asturien)
- Marta Frías Acedo (Aragonien)
- Zulema González González (Galicien)
- Verónica González Sánchez (Kastilien und León)
- Marta Huerta de Aza (Teneriffa)
- Lobenschus Kinga-Hajnalka (Madrid)
- Paula Líndez Ciurana (Katalonien)
- María Dolores Martínez Madrona (Murcia)
- Elia María Martínez (Murcia)
- Elena Pelánez Arnillas (Kastilien und León)
- Inmaculada Prieto Martínez (Andalusien)
- Olatz Rivera Olmedo (Baskenland)
- Ylenia Sánchez Miguel (Katalonien)
- Patricia Tórtola García (Valencia)
- María José Villegas Navas (Andalusien)

### Umwandlung in eine Profiliga
Ab der Saison 2022/23 wurde die Primera División Femenina in eine Profiliga umgewandelt. Der neugegründete Verband Liga Profesional de Fútbol Femenino (kurz LPFF), dem sämtliche Profi-Fußballvereine und Kapitalgesellschaften der höchsten Spielklasse angehören, ist seither, unter dem Dach des spanischen Verbandes jedoch weitestgehend autonom, für die Organisation, Veranstaltung, Lizenzierung und Vermarktung der Meisterschaft verantwortlich. Noch vor dem Start der neuen Liga kam es zu Zerwürfnissen zwischen dem neuen Ligaverband und der RFEF. Sowohl bei der Auslosung der Spieltage als auch bei der Festlegung der maximal erlaubten Anzahl an EU-Ausländerinnen im Mannschaftskader musste der Consejo Superior de Deportes, die höchste staatlichen Sportbehörde, als Vermittler eingreifen. Insbesondere bei der Aushandlung eines neuen Kollektivvertrages für die Schiedsrichterinnen spitzte sich die Lage zu und so musste der erste Spieltag am 10. und 11. September abgesagt werden, da die Unparteiischen sich weigerten die Begegnungen zu leiten. Am 14. September 2022 kam es zu einer Einigung zwischen dem Ligaverband und den Schiedsrichterinnen und die Meisterschaft konnte mit einer Woche Verspätung beginnen.

## Modus
Die Primera División umfasst seit 2021 16 Mannschaften. Im Verlauf einer Saison spielt jedes Team (in Hin- und Rückrunde) zweimal gegen jedes andere. Somit kommt jede Mannschaft auf 30 Spiele. Der Meister, der Zweit- und der Drittplatzierte qualifizieren sich für unterschiedliche Phasen der UEFA Women’s Champions League. Die 16 Teilnehmer der Primera División spielen parallel zur Meisterschaft die Copa de la Reina (dt. „Pokal der Königin“) aus. Die zwei letztplatzierten Mannschaften steigen in die Segunda División ab.

## Teilnehmer 2025/26
| Klub                        | Stadt                  | Stadion                           | Kapazität |
| --------------------------- | ---------------------- | --------------------------------- | --------- |
| Alhama CF                   | Alhama de Murcia       | Campo de Fútbol José Kubala       | 1500      |
| FC Badalona Women           | Badalona               | Estadi Palamós Costa Brava        | 3724      |
| Espanyol Barcelona          | Barcelona              | Ciudad Deportiva Dani Jarque      | 1500      |
| FC Barcelona                | Barcelona              | Estadi Johan Cruyff               | 6000      |
| Athletic Bilbao             | Bilbao                 | Lezama                            | 3200      |
| SD Eibar                    | Eibar                  | Estadio Municipal de Ipurua       | 8164      |
| FC Granada                  | Granada                | Ciudad Deportiva del Granada CF   | 600       |
| Deportivo La Coruña         | A Coruña               | Ciudad Deportiva de Abegondo      | 1000      |
| UD Levante                  | Valencia               | Ciudad Deportiva de Buñol         | 1000      |
| DUX Logroño                 | Logroño                | Ciudad del Fútbol de Pradoviejo   |           |
| Madrid CFF                  | Madrid                 | Estadio Fernando Torres           | 6000      |
| Atlético Madrid             | Madrid                 | Centro Deportivo Wanda            | 2700      |
| Real Madrid                 | Madrid                 | Estadio Alfredo Di Stéfano        | 6000      |
| Real Sociedad San Sebastián | Donostia-San Sebastián | Campo José Luis Orbegozo          | 2000      |
| FC Sevilla                  | Sevilla                | Estadio Jesús Navas               | 5000      |
| CD Tenerife Femenino        | Santa Cruz de Tenerife | Estadio Heliodoro Rodríguez López | 22824     |

## Chronologie der Meister
| Saison            | Meister                  | Vizemeister              |
| Liga Nacional     | Liga Nacional            | Liga Nacional            |
| ----------------- | ------------------------ | ------------------------ |
| 1988/89           | PF Barcelonista          | CF Parque Alcobendas     |
| 1989/90           | Atlético Villa de Madrid | PF Barcelonista          |
| 1990/91           | Oiartzun KE              | Atlético Villa de Madrid |
| 1991/92           | Añorga KKE               | CF Barcelona             |
| 1992/93           | CD Oroquieta Villaverde  | Añorga KKE               |
| 1993/94           | CD Oroquieta Villaverde  | Añorga KKE               |
| 1994/95           | Añorga KKE               | CD Oroquieta Villaverde  |
| 1995/96           | Añorga KKE               | CD Oroquieta Villaverde  |
| División de Honor |                          |                          |
| 1996/97           | San Vicente Valencia CFF | Añorga KKE               |
| 1997/98           | Atlético Málaga          | San Vicente Valencia CFF |
| 1998/99           | CD Oroquieta Villaverde  | CFF Puebla               |
| 1999/00           | CFF Puebla               | AD Torrejón              |
| 2000/01           | Levante UD               | Eibartarrak FT           |
| Superliga         |                          |                          |
| 2001/02           | Levante UD               | CFF Puebla               |
| 2002/03           | Athletic Bilbao          | Levante UD               |
| 2003/04           | Athletic Bilbao          | CE Sabadell              |
| 2004/05           | Athletic Bilbao          | Levante UD               |
| 2005/06           | Espanyol Barcelona       | CD Híspalis              |
| 2006/07           | Athletic Bilbao          | Espanyol Barcelona       |
| 2007/08           | Levante UD               | Rayo Vallecano           |
| 2008/09           | Rayo Vallecano           | Levante UD               |
| 2009/10           | Rayo Vallecano           | Espanyol Barcelona       |
| 2010/11           | Rayo Vallecano           | Espanyol Barcelona       |
| Primera División  |                          |                          |
| 2011/12           | FC Barcelona             | Athletic Bilbao          |
| 2012/13           | FC Barcelona             | Athletic Bilbao          |
| 2013/14           | FC Barcelona             | Athletic Bilbao          |
| 2014/15           | FC Barcelona             | Atlético Madrid          |
| 2015/16           | Athletic Bilbao          | FC Barcelona             |
| 2016/17           | Atlético Madrid          | FC Barcelona             |
| 2017/18           | Atlético Madrid          | FC Barcelona             |
| 2018/19           | Atlético Madrid          | FC Barcelona             |
| 2019/20           | FC Barcelona             | Atlético Madrid          |
| 2020/21           | FC Barcelona             | Real Madrid              |
| 2021/22           | FC Barcelona             | Real Sociedad            |
| 2022/23           | FC Barcelona             | Real Madrid              |
| 2023/24           | FC Barcelona             | Real Madrid              |
| 2024/25           | FC Barcelona             | Real Madrid              |

## Statistik
| Rang             | Rekordmeister              | Titel | Jahr                                                       | Vize |
| ---------------- | -------------------------- | ----- | ---------------------------------------------------------- | ---- |
| 1                | FC Barcelona               | 10    | 2012, 2013, 2014, 2015, 2020, 2021, 2022, 2023, 2024, 2025 | 5    |
| 2                | Athletic Bilbao            | 5     | 2003, 2004, 2005, 2007, 2016                               | 3    |
| 3                | Atlético Madrid            | 4     | 1990 1, 2017, 2018, 2019                                   | 3    |
| 4                | Añorga KKE                 | 3     | 1992, 1995, 1996                                           | 3    |
| 4                | Levante UD                 | 3     | 2001, 2002, 2008                                           | 3    |
| 6                | CD Oroquieta Villaverde    | 3     | 1993, 1994, 1999                                           | 2    |
| 7                | Rayo Vallecano             | 3     | 2009, 2010, 2011                                           | 1    |
| 8                | Espanyol Barcelona         | 1     | 2006                                                       | 3    |
| 9                | CFF Puebla 2               | 1     | 2000                                                       | 2    |
| 10               | PF Barcelonista            | 1     | 1989                                                       | 1    |
| 10               | San Vicente Valencia CFF 3 | 1     | 1997                                                       | 1    |
| 12               | Oiartzun KE                | 1     | 1991                                                       |      |
| 12               | Atlético Málaga 4          | 1     | 1998                                                       |      |
|                  | Real Madrid                |       |                                                            | 4    |
|                  | CF Parque Alcobendas       |       |                                                            | 1    |
| AD Torrejón      |                            |       | 1                                                          |      |
| Eibartarrak FT 5 |                            |       | 1                                                          |      |
| CE Sabadell      |                            |       | 1                                                          |      |
| CD Híspalis      |                            |       | 1                                                          |      |
| Real Sociedad    |                            |       | 1                                                          |      |

## Torschützenköniginnen
| Saison    | Spielerin              | Verein             | Tore |
| --------- | ---------------------- | ------------------ | ---- |
| 1988/89   | ?                      | ?                  |      |
| 1989/90   | ?                      | ?                  |      |
| 1990/91   | ?                      | ?                  |      |
| 1991/92   | ?                      | ?                  |      |
| 1992/93   | ?                      | ?                  |      |
| 1993/94   | ?                      | ?                  |      |
| 1994/95   | ?                      | ?                  |      |
| 1995/96   | ?                      | ?                  |      |
| 1996/97   | ?                      | ?                  |      |
| 1997/98   | ?                      | ?                  |      |
| 1998/99   | ?                      | ?                  |      |
| 1999/2000 | ?                      | ?                  |      |
| 2000/01   | ?                      | ?                  |      |
| 2001/02   | ?                      | ?                  |      |
| 2002/03   | ?                      | ?                  |      |
| 2003/04   | ?                      | ?                  |      |
| 2004/05   | Marta Cubí             | Espanyol Barcelona | 32   |
| 2005/06   | Auxiliadora Jiménez    | FC Sevilla         | 29   |
| 2006/07   | Adriana Martín         | Espanyol Barcelona | 30   |
| 2007/08   | Natalia Pablos         | Rayo Vallecano     | 24   |
| 2008/09   | Erika Vázquez          | Atletic Bilbao     | 32   |
| 2009/10   | Adriana Martín         | Rayo Vallecano     | 35   |
| 2010/11   | Verónica Boquete       | Espanyol Barcelona | 39   |
| 2011/12   | Sonia Bermúdez         | FC Barcelona       | 38   |
| 2012/13   | Sonia Bermúdez         | FC Barcelona       | 27   |
| 2012/13   | Natalia Pablos         | Rayo Vallecano     | 27   |
| 2013/14   | Sonia Bermúdez         | FC Barcelona       | 28   |
| 2014/15   | Sonia Bermúdez         | FC Barcelona       | 22   |
| 2014/15   | Adriana Martín         | UD Levante         | 22   |
| 2015/16   | Jennifer Hermoso       | FC Barcelona       | 24   |
| 2016/17   | Jennifer Hermoso       | FC Barcelona       | 35   |
| 2017/18   | Charlyn Corral         | UD Levante         | 24   |
| 2018/19   | Jennifer Hermoso       | Atlético Madrid    | 24   |
| 2019/20   | Jennifer Hermoso       | FC Barcelona       | 23   |
| 2020/21   | Jennifer Hermoso       | FC Barcelona       | 31   |
| 2021/22   | Geyse Ferreira         | Madrid CFF         | 20   |
| 2021/22   | Asisat Oshoala         | FC Barcelona       | 20   |
| 2022/23   | Alba Redondo           | UD Levante         | 27   |
| 2023/24   | Caroline Graham Hansen | FC Barcelona       | 21   |
| 2024/25   | Ewa Pajor              | FC Barcelona       | 25   |